# Orodaltis
Orodaltis, död 000-talet f.Kr., var en romersk klientmonark i staden Prusias ad Mare i Anatolia mellan 27 f.Kr. och 14 e. Kr. 
Hon var dotter till Lycomedes av Comana.